# Grabczychy
Grabczychy – zbudowane z wapieni dwa skalne żebra w skałach Łysiny w Pieninach, po lewej stronie Pienińskiego Przełomu. Znajdują się tuż poniżej Ostrej Skały. Pierwsza od góry jest Grabczycha Wyżnia (około 540 m n.p.m.), niżej znajduje się Grabczycha Niżnia (ok. 550 m n.p.m.). Opadają do Dunajca stromymi, około 100-metrowej wysokości urwiskami porośniętymi ciepłolubnymi murawami z górskimi gatunkami roślin. Piargi u podnóży Grabczych oraz głęboka i bardzo stroma kotlina pomiędzy nimi jest dogodnym siedliskiem dla występujących w tej okolicy gadów: padalca zwyczajnego, żmii zygzakowatej, zaskrońca zwyczajnego, gniewosza plamistego. Ciekawa fauna ptaków i motyli. Na skałach czasami można zobaczyć rzadkiego pomurnika, a przy brzegu Dunajca pliszkę górską i pluszcza korduska. Z rzadkich motyli występuje tutaj m.in. krasopani hera. Z rzadkich w Polsce roślin występuje dwulistnik muszy i tawuła średnia. W 2016 r. na skale Grabczycha Wyżnia znaleziono rzadki, chroniony gatunek mchu widłoząb kędzierzawy (Dicranum polysetum). W skale Grabczycha Niżnia znajduje się Grota Rybacka, wgłębiona na 4,5 m w skałę.
Grabczychy znajdują się w Pienińskim Parku Narodowym, w granicach wsi Sromowce Niżne, w województwie małopolskim, w powiecie nowotarskim, a gminie Czorsztyn. Pochodzenie nazwy nie jest znane. Grabczychy były częstym motywem w sztuce. Jako pierwszy rysował je w 1851 Maciej Bogusz Stęczyński.

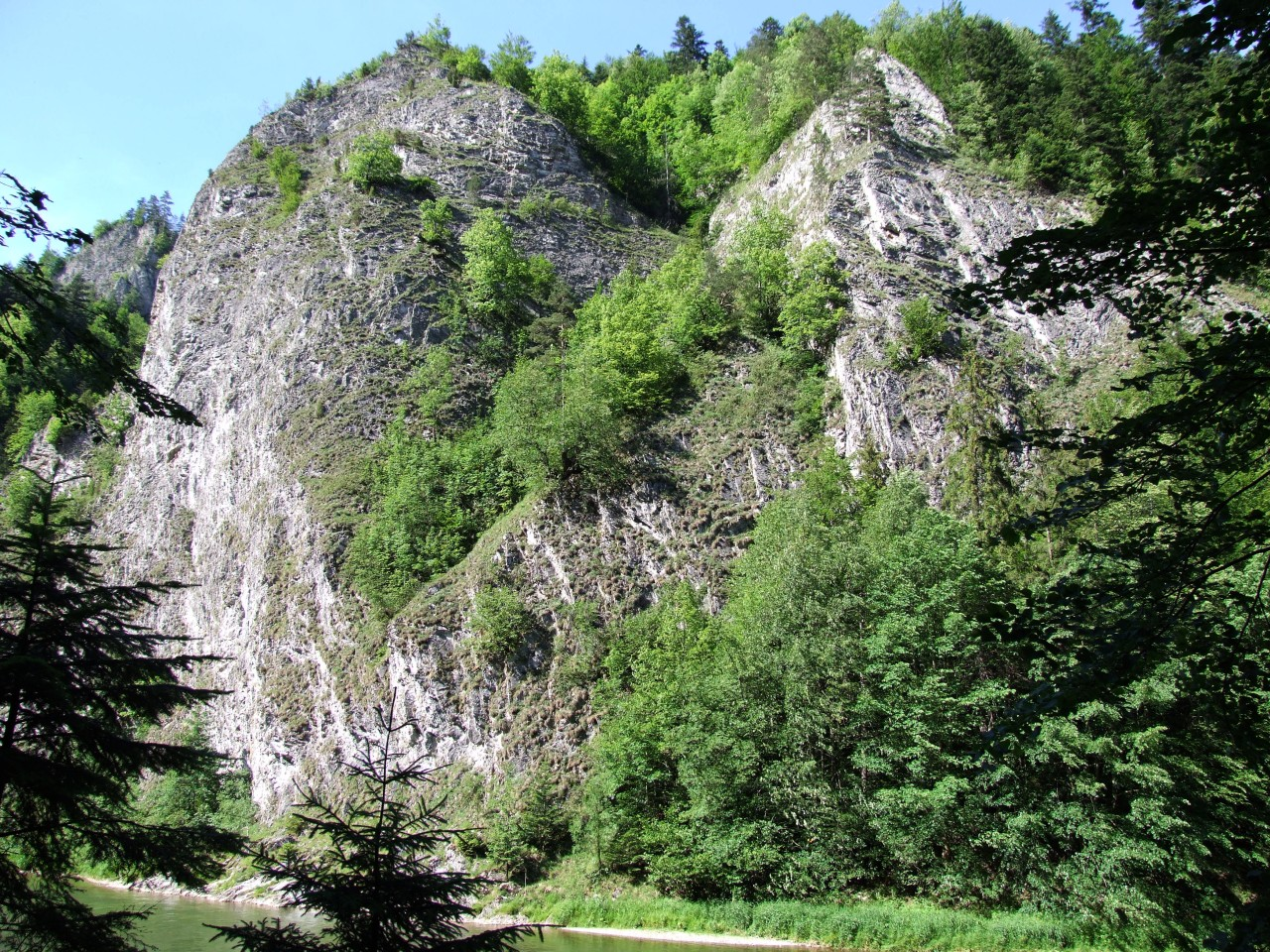
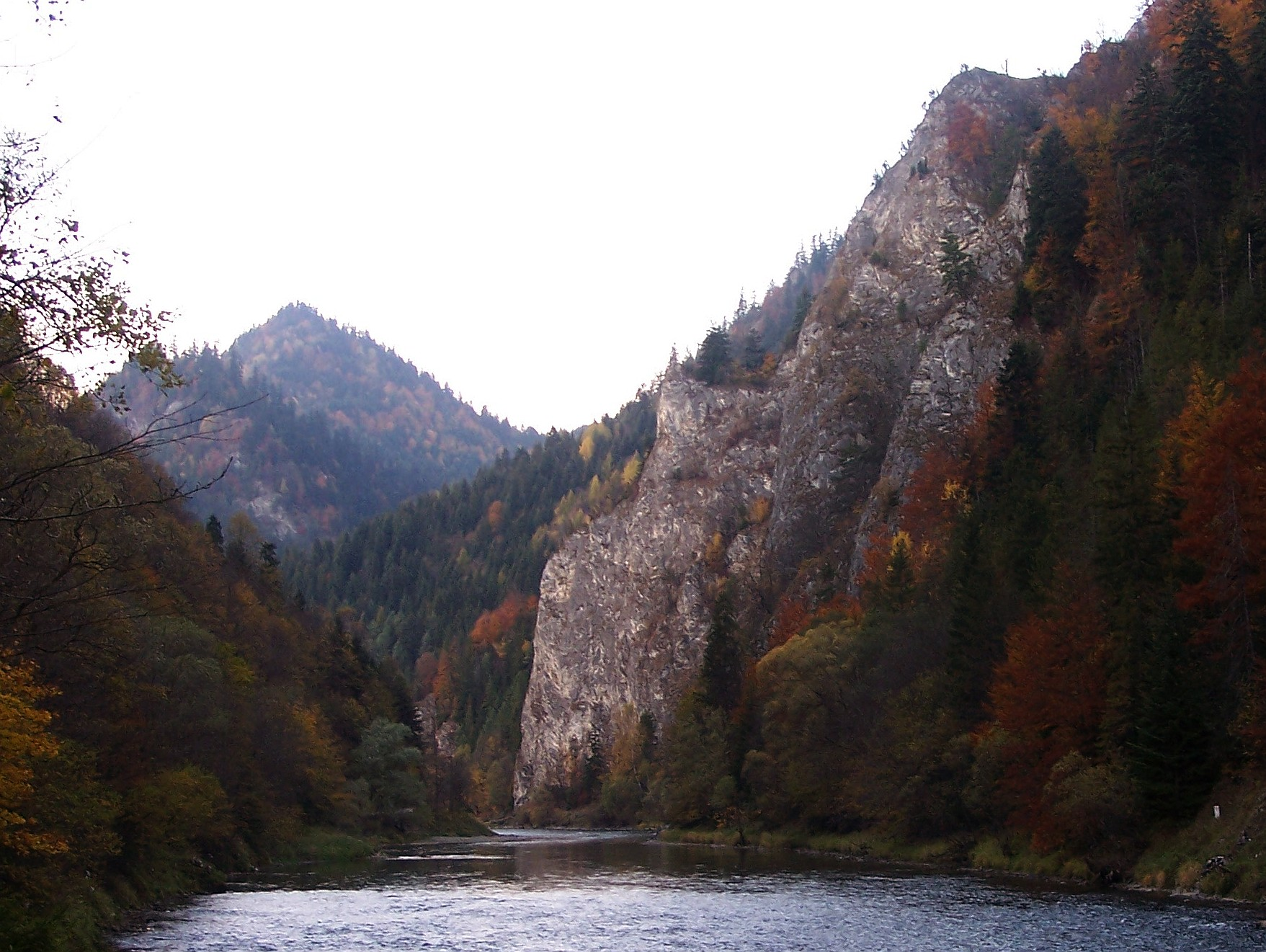
Ostra Skała i Grabczychy. W głębi Nowa Góra i Podskalnia Góra
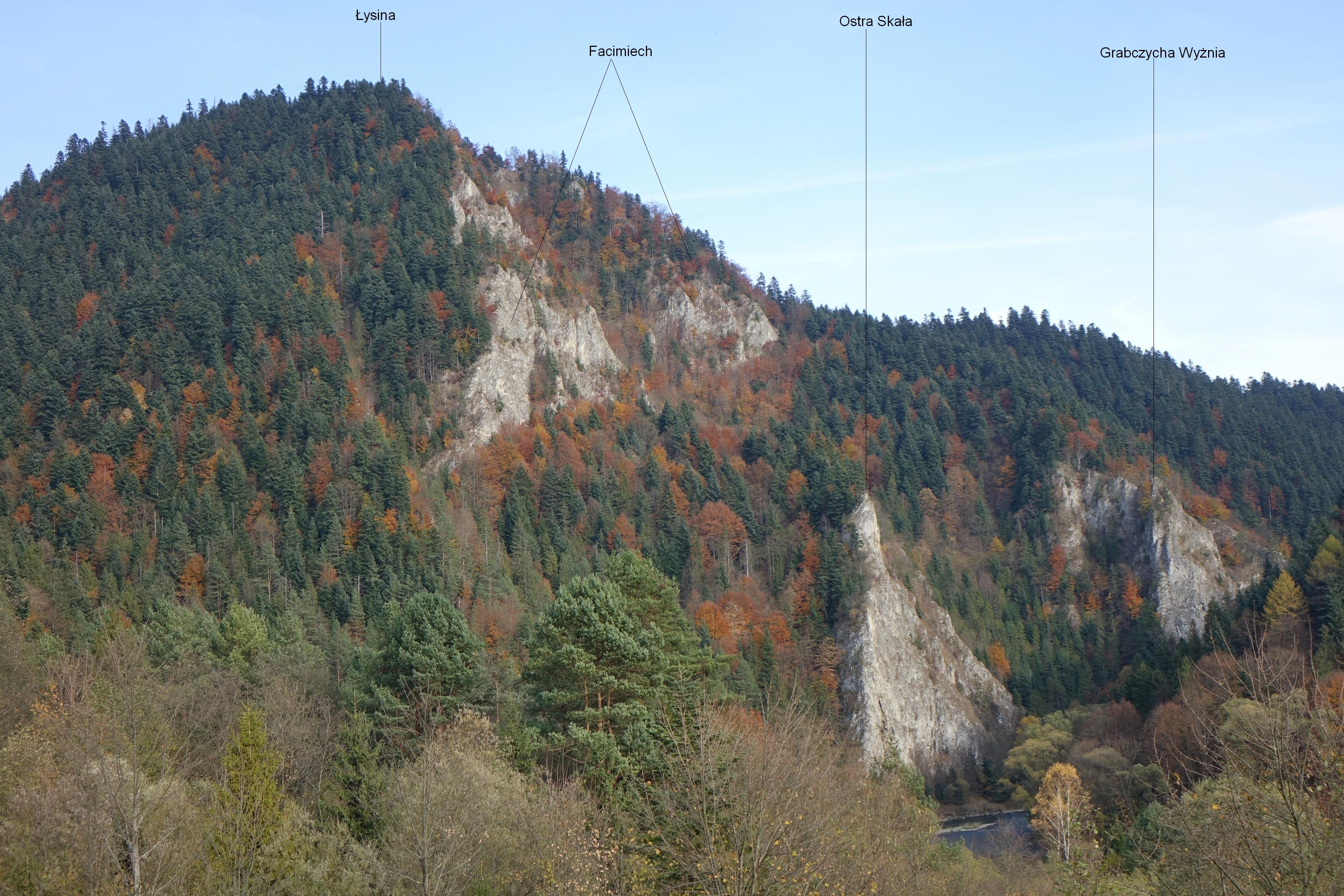